# Boris Rumiancev
Boris Rumiancev (litauisch Borisas Rumiancevas, russisch Борис Николаевич Румянцев, deutsche Transkription Boris Nikolajewitsch Rumjanzew; * 4. Juli 1936 in Tomsk, Oblast Nowosibirsk, Russland; † vor dem 25. Juni 2017) war ein litauischer Schachspieler russischer Herkunft. Er trug seit 1996 den Titel FIDE-Meister. 1967 belegte er den 5. Platz und 1968 den 4. Platz bei der Einzelmeisterschaft der Litauischen SSR. Seine höchste Elo-Zahl betrug 2315 im Juli 1997.
Rumiancev war auch im Fernschach aktiv. 1991 wurde er zum Internationalen Fernschachmeister und später im demselben Jahr zum Fernschachgroßmeister ernannt. Aufgrund des Gewinns des internationalen Turnier „Vilnius-100“ (1988–1993) wurde ihm der GM-Titel verliehen.